# 鴨嘴冰魚
鴨嘴冰魚，為輻鰭魚綱鱸形目南極魚亞目鱷冰魚科的其中一種，分布於南冰洋克爾格倫群島海域，棲息深度125-150公尺，體長可達49公分，為底棲性魚類，屬肉食性，以魚類及頭足類為食。

## 擴展閱讀
維基物種上的相關：鴨嘴冰魚